# Pinanga coronata
Pinanga coronata är en enhjärtbladig växtart som först beskrevs av Carl Ludwig von Blume och Carl Friedrich Philipp von Martius, och fick sitt nu gällande namn av Carl Ludwig von Blume. Pinanga coronata ingår i släktet Pinanga och familjen Arecaceae. Inga underarter finns listade i Catalogue of Life.

## Bildgalleri

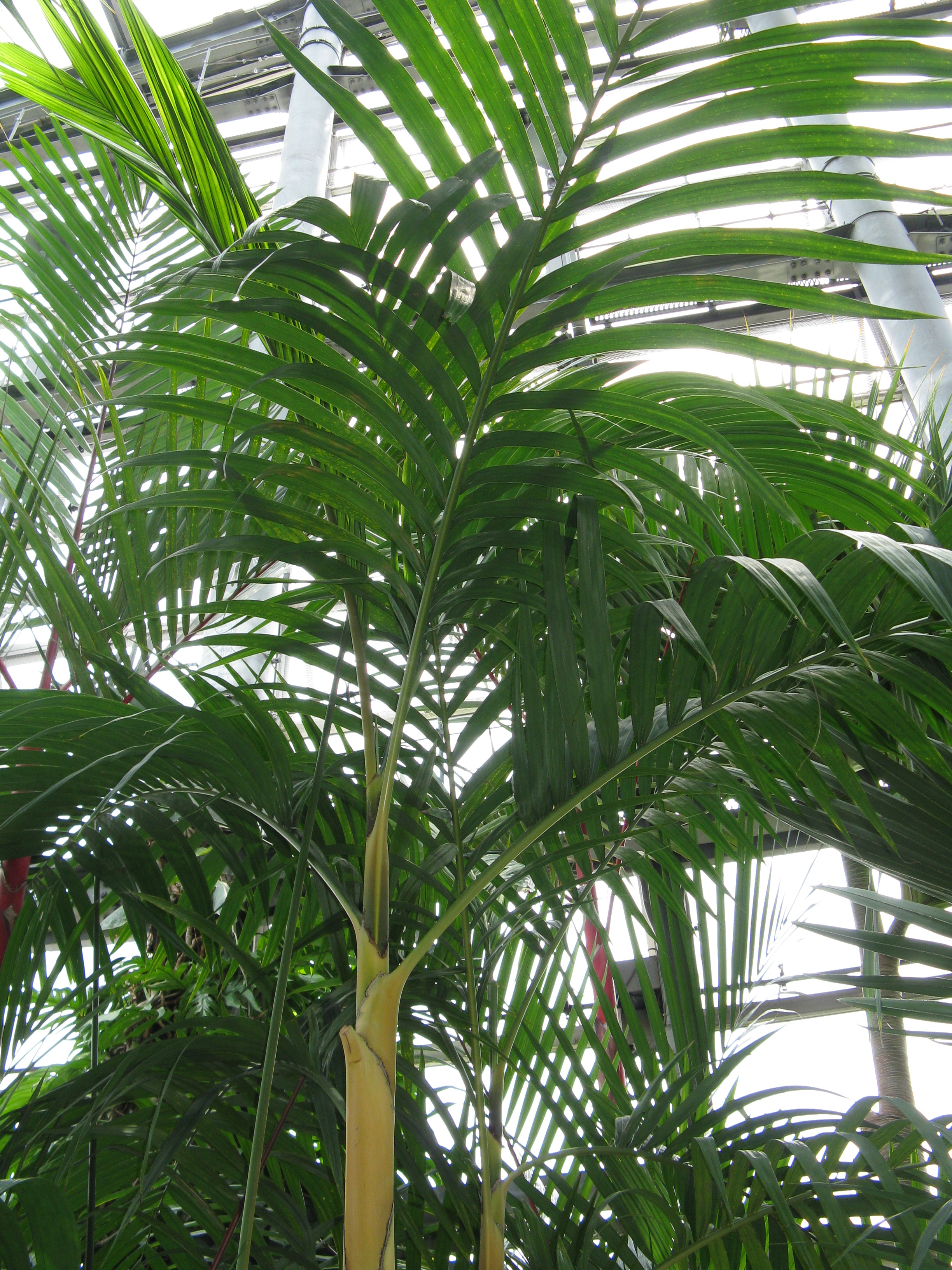
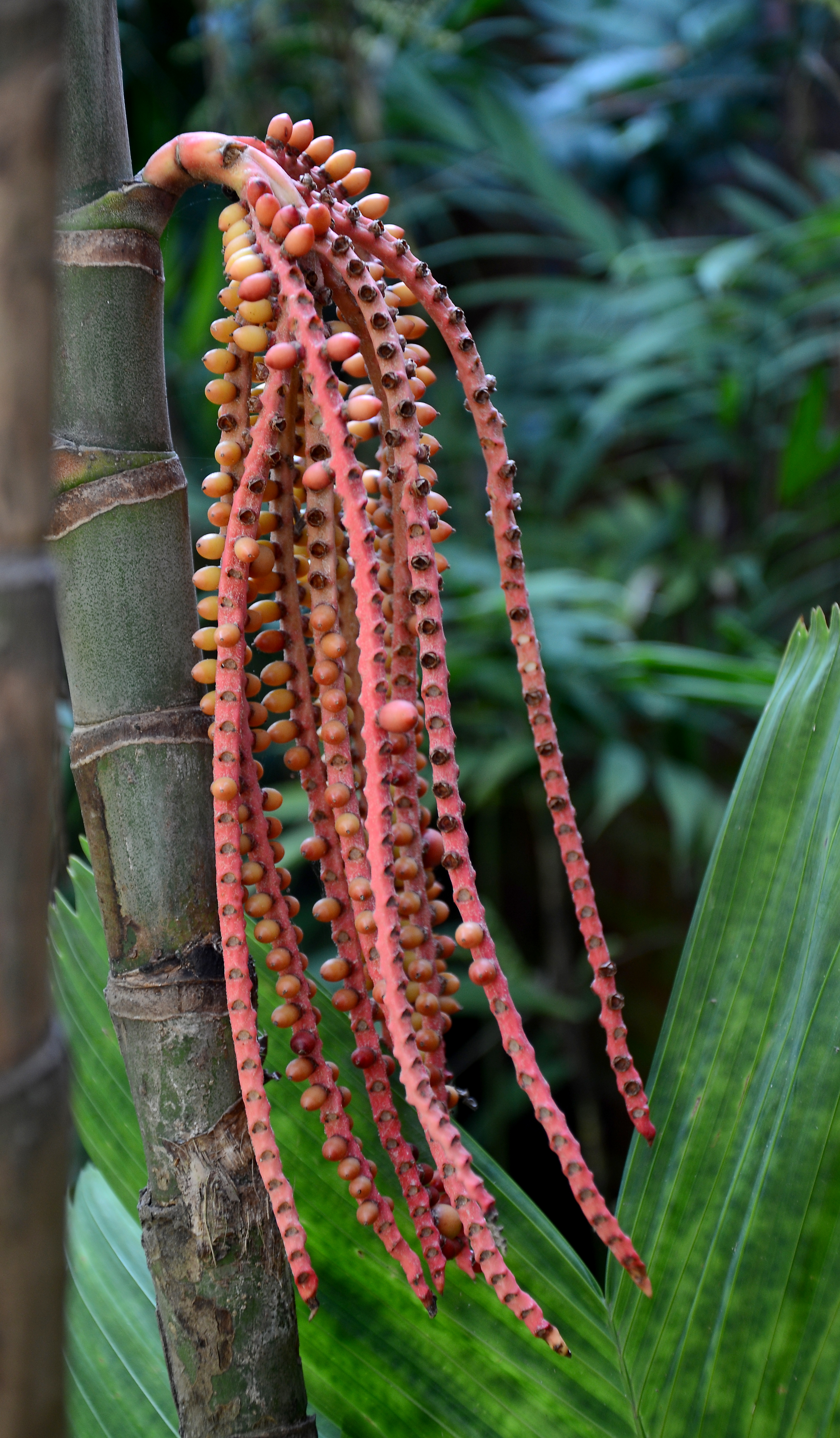